# Mario Segale
Mario Arnold Segale (Seattle, 30 aprile 1934 – Tukwila, 27 ottobre 2018) è stato un imprenditore statunitense di origini italiane.
Insieme al figlio Mark è stato coinvolto in alcuni progetti urbanistici nell'area di Seattle sin dagli anni cinquanta. Mario, il personaggio creato dalla Nintendo per la serie Super Mario, deve il suo nome a lui.

## Biografia
Nacque a Seattle da immigrati italiani di prima generazione, Louis e Rina Segale, e fu figlio unico. Si sposò nel 1957.

## Successi imprenditoriali
L'impresa di Segale, la M.A. Segale Inc, era impegnata nella creazione di asfalto e nell'edilizia, e nel 1998 fu venduta per 60 milioni di dollari all'azienda irlandese CRH plc, per essere integrata all'interno della Oldcastle Materials.

## L'eredità della Nintendo
Nel 1981, la società di videogiochi giapponese Nintendo aveva affittato uno dei magazzini di proprietà di Segale per utilizzarlo come quartier generale americano dall'azienda. La compagnia all'inizio ebbe alcuni problemi economici, ma si stava preparando per un importante passo in avanti nel rilascio americano di un nuovo gioco arcade, Donkey Kong. Secondo una storia ampiamente diffusa, in questo periodo, l'azienda era in arretrato con l'affitto, e questo portò lo stesso Segale, piuttosto arrabbiato, a recarsi nella sua proprietà. Alla fine di una discussione accesa, il presidente della Nintendo of America, Minoru Arakawa, promise che l'affitto sarebbe stato pagato presto e Segale accettò la promessa. Secondo la storia, Arakawa e gli altri sviluppatori in seguito immortalarono Segale rinominando il protagonista di  Donkey Kong, che passò da "Jumpman" a "Mario".
La storia fu pubblicata per la prima volta nel 1993 all'interno del libro Game Over, a cura dello scrittore David Sheff, e apparve in seguito nel 2001, in un altro libro chiamato The Ultimate History of Video Games, a cura di Steven L. Kent. Successivamente la storia si sparse su Internet. Nel 2015, la Nintendo confermò che il personaggio di Mario è chiamato così per il suo legame con Segale. Tuttavia, da parte sua, Segale è stato in gran parte reticente sull'argomento, tanto che in una rara intervista concessa al Seattle Times, disse scherzosamente che "stava ancora aspettando i diritti d'autore".

## Contributi politici degni di nota
Un'inchiesta condotta dal Seattle Times scoprì che Segale era tra i più grandi sostenitori politici del Partito Democratico nello stato di Washington. Complessivamente, Segale e suo figlio Mark hanno donato più di 90000 $ a candidati e organizzazioni Democratiche tra il 2000 e il 2007. Alcuni di questi contribuiti erano destinati a funzionari eletti che lavoravano allo stanziamento di fondi statali per infrastrutture, che furono poi destinati ad una società privata proposta dalla compagnia di Segale.

## Decesso
È morto il 27 ottobre 2018 a Tukwila, nello Stato di Washington, all'età di 84 anni, lasciando la moglie, Donna, quattro figli, Lisa Atkins, Mark Segale, Nina Covey e Nita Johnson, e nove nipoti.